# Venus Awards 2018
Die Venus Awards 2018 fanden am 11. Oktober 2018 in Berlin statt. Als Veranstaltungsort diente nach einem Jahr Pause wieder das Ellington-Hotel im Ortsteil Schöneberg. Die Moderation wurde von RoxxyX und Daniel Krause durchgeführt.

## Preisträger
- Bestes Amateurgirl: Lucy Cat
- Beste MILF International: Texas Patti
- Beste Darstellerin: Little Caprice
- Beste Virtual-Reality-Darstellerin: Texas Patti
- Bestes internationales Show-Girl: Pussykat
- Bester Shootingstar 2018: Vika Viktoria
- Beste Darstellerin Südamerika: Luna Corazon
- Bester Darsteller: Marcello Bravo
- Lebenswerk: Stormy Daniels
- Bester Adult-Coin: PronCoin
- Beste neue Website: Erotik.com
- Beste Live-Cam-Community: Visit-X.net
- Bestes OTT-Angebot Deutschland: „18+ App“ von Sky Q
- Beste Virtual-Reality-Website: RealityLovers.com
- Bestes VoD-Portal: Erotic-Lounge.com
- Beste internationale Reihe: „XConfessions“ von Erika Lust
- Beste Amateurcommunity: Mydirtyhobby
- Beste Produktionsfirma: Big George Productions
- Bestes Dominastudio Europa: Bizarradies
- Jury-Award Beste TV-Serie soft: Sexy Alm 1 bis 4
- Jury-Award Best Manufacturer 2018: Mystim
- Jury-Award Bester Einzelhändler Deutschland 2018: 18+ GmbH
- Jury-Award Beste Newcomer-Marketing- & -Management-Agentur: Pornagent
- Jury-Award Bestes innovatives Produkt: BangJuice